# Matilda (England)

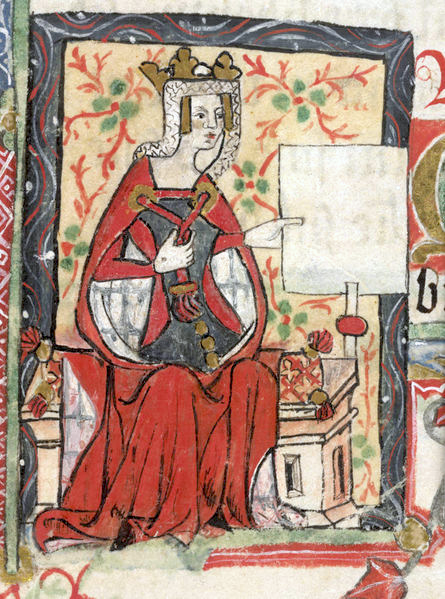
Kaiserin Mathilde in einer spätmittelalterlichen Darstellung aus dem 15. Jahrhundert

Matilda (englisch auch Maud oder Aaliz oder Adela; deutsch Mathilde; * um den 7. Februar 1102 wahrscheinlich in Sutton Courtenay, Oxfordshire, England; † 10. September 1167 in Rouen, Normandie, Frankreich) aus dem Haus Normandie war die Tochter des englischen Königs Heinrich I.
Sie trug als Ehefrau Heinrichs V. (1114–1125) den Titel römische Kaiserin. In zweiter Ehe war sie mit dem Grafen Gottfried V. von Anjou verheiratet. Matilda legte ihren Titel als Kaiserin auch nach ihrer Wiederverheiratung nicht ab und ist deshalb im englischen Sprachraum vor allem als Kaiserin Matilda (englisch Empress Matilda oder Empress Maud) bekannt. Sie versuchte ihren Anspruch auf den englischen Thron gegen Stephan von Blois durchzusetzen. Als Stephan 1141 von Truppen ihrer Parteigänger gefangen genommen worden war, wurde sie zur Herrin der Engländer proklamiert. Damit war sie für einige Monate die erste Herrscherin über das Königreich England, wurde aber nicht gekrönt. 1148 zog sie sich in die Normandie zurück. Ihr Sohn Heinrich wurde 1154 erster König von England aus dem Haus Plantagenet und begründete damit das angevinische Reich.

## Abstammung
Matilda war die einzige legitime Tochter König Heinrichs I. von England und dessen Gemahlin Mathilda (vor ihrer Heirat Edith genannt), der Tochter König Malcolms III. von Schottland und dessen Gattin, der heiligen Margareta. Mütterlicherseits war sie eine Nachfahrin des „Kurzzeitkönigs“ Edmund Eisenseite aus dem angelsächsischen Königshaus Wessex, welches ihr Großvater väterlicherseits, Wilhelm der Eroberer, 1066 durch seine Eroberung Englands entmachtet hatte. Ihr jüngerer Bruder, Kronprinz William Ætheling, starb schon frühzeitig 1120 bei einem Schiffsunglück. Sie hatte zudem mehrere Halbgeschwister, die jedoch alle illegitime Kinder ihres Vaters und damit nicht erbberechtigt waren.

## Römische Kaiserin

### Jugend und frühe Jahre im Reich
Ihr Geburtsort ist umstritten, die moderne Forschung folgt Marjorie Chibnall, die annimmt, dass Matilda in Sutton Courtenay geboren wurde. Ältere Quellen gingen davon aus, dass sie in Winchester geboren wurde. Das Geburtsdatum wird aus einer überlieferten Aussage errechnet, die Matilda anlässlich ihrer Hochzeit mit Heinrich V. machte.
Über Matildas frühe Kindheit ist nichts bekannt. Als ihr Vater im Herbst 1108 in die Normandie ging, übergab er Matilda und ihren Bruder Wilhelm in die Obhut des Erzbischofs Anselm von Canterbury.
1108/09 verhandelte der 22-jährige Römische König Heinrich V. mit dem englischen König über ein Heiratsbündnis, das dem Pakt zwischen Papst Paschalis II. und Frankreich entgegenwirken sollte. Heinrich V. hatte ein gespanntes Verhältnis zur Kurie insbesondere wegen des Investiturstreits und plante zu dessen Lösung sowie zur Durchsetzung seiner Krönung zum Kaiser einen Italienzug. Von einer Heirat mit der erst siebenjährigen Matilda erhoffte er sich eine reiche Mitgift, die dann in der Tat die riesige Summe von 10.000 Mark Silber betragen und wesentlich zur Finanzierung seines Zuges beitragen sollte. Zu Pfingsten 1109 kamen Gesandte des Reichs nach Westminster und besiegelten das englisch-deutsche Bündnis. Matilda wurde per Ferntrauung mit Heinrich V. verlobt.
Gesandte des Saliers, u. a. der spätere Bischof Burchard von Cambrai, holten die kleine Königstochter im Februar 1110 zu ihrer Reise auf den Kontinent ab. Sie wurde von hohen englischen Geistlichen und normannischen Rittern begleitet, von denen wahrscheinlich einige – wie der Archidiakon Heinrich von Winchester, später Bischof von Verdun – noch länger zu ihrem Gefolge in ihrer neuen Heimat gehörten. Matilda landete in Boulogne-sur-Mer und wurde in Lüttich von ihrem Bräutigam empfangen. In Utrecht wurde das Paar zu Ostern (10. April) feierlich verlobt. Als Geschenk erhielt die Braut u. a. Ländereien in Lothringen. Ihre Krönung zur Königin erfolgte am 25. Juli 1110 im Dom zu Mainz durch Erzbischof Friedrich I. von Köln. Anschließend wurde sie vom Erzbischof von Trier, Bruno von Lauffen, erzogen. Zu ihrem Unterrichtsprogramm in Trier gehörte, dass sie mit den dortigen Sitten bekannt gemacht und in der deutschen Sprache unterwiesen wurde.
Unterdessen begab sich Heinrich V. auf seinen Italienzug und nahm Papst Paschalis II. nach erfolglosen Verhandlungen in Rom gefangen. Unter dem Druck der Haft verstand sich der Papst zu großen Zugeständnissen im Investiturstreit sowie am 13. April 1111 zu Heinrichs Krönung zum Kaiser. In der Folge wurde Matilda als „Gemahlin des Königs“ (consors regni) bezeichnet und mit den Auffassungen des Saliers vom römisch-deutschen Kaisertum vertraut gemacht, die offenbar ihre politischen Vorstellungen lebenslang deutlich prägten. Sie wird erst wieder erwähnt, als sie im Alter von knapp 12 Jahren ihre prachtvolle Hochzeit mit dem Kaiser feierte, die am 6. oder 7. Januar 1114 in Mainz stattfand. Die auf Wunsch Heinrichs V. verfasste Anonyme Kaiserchronik berichtet von der Teilnahme zahlreicher weltlicher und geistlicher Fürsten sowie von Spielleuten und Spaßmachern an der Zeremonie und lobt Matilda als schöne und wahrhaft adelige Jungfrau. Sie wurde nun an der Herrschaft beteiligt, wirkte öfters als Vermittlerin, unterstützte ihren Gatten bei seinen zahlreichen Konflikten nach Kräften und übernahm in seiner Abwesenheit Regierungsverantwortung. Dabei sammelte sie wertvolle politische Erfahrungen, etwa über den Umgang in der europäischen Diplomatie oder über die Gefahren einer Konfrontation mit der Kurie.

### Begleiterin des Kaisers auf dessen zweitem Italienzug
Die Macht des Kaisers schwand zunehmend aufgrund seiner ständigen Auseinandersetzungen mit Reichsfürsten und Bischöfen. Außerdem wurde er von der Kirche gebannt. Auch der ersehnte Thronerbe blieb aus, da Matilda keine Kinder von ihrem Gatten bekam. Im März 1116 zog Heinrich V., diesmal in Begleitung seiner Gattin, erneut nach Italien, um seine Machtbasis durch Antritt des Erbes der im Juli 1115 verstorbenen Markgräfin Mathilde von Tuszien zu stärken, die ihm ihre Hausgüter vermacht hatte. Über den Brenner zog das Herrscherpaar nach Norditalien, logierte u. a. im Dogenpalast Venedigs und wurde in Canossa feierlich begrüßt. Die junge Königin sollte in die Rolle ihrer bedeutenden Vorgängerin und Namensvetterin, Mathilde von Tuszien, schlüpfen. Papst Paschalis II. floh rasch in den Süden der Apenninenhalbinsel, als Heinrich V. und seine Gemahlin sich auf den Weg in die Ewige Stadt machten und dort im März 1117 vom Volk überschwänglich empfangen wurden. Der päpstliche Gesandte Maurice Bourdin kam nach Rom, ging auf die Seite des Kaisers über und krönte ihn und seine Gattin wahrscheinlich zu Ostern 1117 im Petersdom zum Kaiser bzw. zur Kaiserin. Nach dem Tod Paschalis’ II. (1118) ernannte der Salier Maurice Bourdin zum (Gegen-)Papst Gregor VIII. Die Kaiserkrönung Matildas von 1117 dürfte nicht in regulärer Weise erfolgt sein, da sie nicht vom legitimen Papst durchgeführt wurde, in deutschen Urkunden wird sie daher stets nur als römische Königin (Regina Romanorum) bezeichnet, ebenso später auf ihrem eigenen Siegel in England. Allerdings nannte sie sich nach ihrer Rückkehr in ihre Heimat (1126) in mehr als 90 Urkunden meist Kaiserin und dieser Titel scheint auch nie bezweifelt worden zu sein.
Nach Pfingsten 1118 reisten der Kaiser und seine Gattin von Rom nach Norditalien. Da inzwischen im Heiligen Römischen Reich eine bedrohliche Fürstenopposition gegen die kaiserliche Autorität erwachsen war, begab sich Heinrich V. im August 1118 rasch in sein Reich, während Matilda noch etwa ein Jahr in Norditalien blieb und ihn dort als Regentin vertrat. Sie saß etwa dem Hofgericht vor und sprach in Castrocaro das Urteil über Diebe von Kirchengut. Im November 1119 reiste sie wieder zu ihrem Gatten nach Utrecht. In diesem Jahr vermachte der Kaiser der St. Michaels-Kirche von Antwerpen eine Schenkung, an der auch Matilda beteiligt war.

### Die späten Ehejahre als Kaiserin
Die langjährigen Auseinandersetzungen mit dem Papsttum im Investiturstreit legte Heinrich V. schließlich im September 1122 im Wormser Konkordat bei. Erst jetzt kam es in größerem Umfang zu einer politischen Zusammenarbeit zwischen dem Kaiser und Heinrich I. von England. Matilda wollte bereits vor der Einigung ihres Gatten mit Calixt II. ihren Vater in Kent treffen, doch da der Graf von Flandern ablehnte, ihr sicheres Geleit zu gewähren, brach sie ihre Reise ab. Schon öfter hatte der englische König Krieg gegen seinen Nachbarn auf dem Kontinent, Ludwig VI. von Frankreich, geführt, den nun Heinrich V. zur Unterstützung seines Schwiegervaters im Sommer 1124 angriff, dabei aber völlig scheiterte.
Beim Tod Heinrichs V. (23. Mai 1125) weilten seine Gattin sowie sein Neffe und Privaterbe Friedrich II. von Schwaben an seinem Totenbett. Matilda kam nun in die Obhut Friedrichs, konnte aber offenbar keinen Einfluss auf die Wahl des neuen Königs ausüben, die der vom Vertrauten zum erbitterten Feind Heinrichs V. gewordene Erzbischof Adalbert von Mainz leitete. Diesem übergab sie, angeblich aufgrund falscher Versprechungen, die Reichskleinodien, die sich auf der Reichsburg Trifels befanden. Der verstorbene Kaiser hatte sich seinen Neffen Friedrich zum Nachfolger gewünscht; stattdessen wurde der Herzog von Sachsen, ein alter Gegner Heinrichs V., als Lothar III. neuer König.

### Heimkehr
Laut dem englischen Geschichtsschreiber Wilhelm von Malmesbury wollte ein deutscher Fürst Matilda ehelichen; jedoch veranlasste ein dringender Appell ihres Vaters die bereits im Alter von 23 Jahren zur Witwe gewordene Kaiserin 1126 zur Heimkehr in die Normandie. Denn nachdem der englische Thronfolger Wilhelm 1120 beim Untergang des Weißen Schiffs im Ärmelkanal ertrunken war und Heinrich I. keine weiteren legitimen Söhne mehr bekam, suchte der englische König – da seine unehelichen Söhne aus Rücksicht auf die Kirche als Nachfolger ausschieden – seiner Tochter Matilda den Thron seines Reichs zu sichern. Allerdings war die Herrschaft einer Frau (dominatio feminae) unpopulär. Matilda verzichtete offenbar auf ihren Landbesitz in Deutschland, nahm aber ihren wertvollen Schmuck und zwei imperiale Kronen mit, außerdem eine kostbare Reliquie der Kaiserkapelle, die Hand des Apostels Jakobus. In Deutschland wurde ihr ein guter Nachruf bewahrt.

## Thronerbin Englands und der Normandie
1126 traf Matilda in England ein. Unter dem Druck des Königs stimmte im Januar 1127 eine Versammlung der englischen Aristokratie und Geistlichkeit in London eidlich zu, dass Matilda als einziger legitimer Spross Heinrichs I. das Thronfolgerecht in dessen Ländern – England und Normandie – erhielt. Diese Regelung hätte aber vermutlich dann ihre Gültigkeit verloren, wenn der König doch noch einen Sohn aus seiner zweiten Ehe bekommen hätte. Laut zeitgenössischen Chroniken gab es keinen Widerstand gegen Heinrichs Beschluss, der einen Präzedenzfall darstellte, da noch keine Frau aus eigenem Recht in England geherrscht hatte. Matilda nannte sich fortan imperatrix (Kaiserin), führte aber das Siegel einer Regina Romanorum (Königin der Römer).
Um sich mit dem bisherigen Hauptgegner der Normannen in Nordfrankreich, den Grafen von Anjou, zu verständigen, verhandelte Heinrich I. Anfang 1127 über eine Vermählung seiner Tochter mit dem angevinischen Erbgrafen Gottfried Plantagenet (* 1113, † 1151), wie er schon 1119 seinen Sohn Wilhelm kurz vor dessen tragischem Unfalltod im Ärmelkanal mit Gottfrieds Schwester verheiratet hatte. Über dieses rein politische Eheprojekt war Matilda nicht glücklich. Ihr ausersehener Ehemann war elf Jahre jünger als sie, also noch ein Jugendlicher, und außerdem führte er als Graf einen deutlich geringeren Adelstitel als ihr erster Gatte. Sie fügte sich aber dem Willen ihres Vaters und verlobte sich im Mai 1127 in Rouen mit Gottfried. Die Heirat des Paares wurde am 17. Juni 1128 in Le Mans zelebriert. Die Heirat sollte langfristige politische Folgen haben, nämlich die Herrschaft der englischen Krone über Teile Frankreichs, bis 1453.
Zunächst löste die Ehe aber Konflikte aus, denn sie war ohne Konsultation des normannischen Adels geschlossen worden. Dieser war dem Hause Anjou als generationenlangem Rivalen in Nordfrankreich mehrheitlich feindlich gesinnt und stand daher der Herrschaft eines Grafen von Anjou ebenso ablehnend gegenüber wie der Regierung einer Frau.
Bald kam es zu Spannungen zwischen Gottfried und seiner Gattin. Gewöhnlich wird Matilda die Schuld an dem Zerwürfnis zugeschrieben. Jedenfalls verließ sie ihren Gemahl ein Jahr nach der Hochzeit, ging zu ihrem Vater nach Rouen zurück und mit ihm zusammen im Sommer 1131 nach England. Auf einer Reichsversammlung in Northampton (8. September 1131) bestätigten die Barone ihre früheren Eide, dass sie Matilda als Thronerbin anerkannten.
Inzwischen bot Gottfried seiner Gattin an, die Ehe wiederaufzunehmen. Matilda war damit einverstanden. Beide arrangierten sich, gingen eine Zweckgemeinschaft miteinander ein und bekamen drei Söhne:
- Heinrich II. Kurzmantel (* 1133, † 1189), der 1154 König von England werden sollte
- Gottfried VI. (* 1134, † 1158), Graf von Anjou und Maine
- Wilhelm (* 1136, † 1164)

An der Geburt ihres zweiten Sohnes Gottfried wäre Matilda fast gestorben. Als sie genesen war, schworen die Barone ihr ein drittes Mal den Treueeid.
Am Ende seines Lebens kühlte sich die Beziehung Heinrichs I. zu seiner Tochter merklich ab. Ebenso verschlechterte sich das Verhältnis von Heinrich I. zu Gottfried, weil der englische König einige zur Mitgift Matildas gehörige Burgen im Süden der Normandie nicht abtreten wollte. Von seiner Gemahlin unterstützt, wollte Gottfried dort seine Herrschaft gewaltsam durchsetzen. Laut einer Quelle soll der Ärger Heinrichs I. auf seine Tochter die Ursache für seinen Tod gewesen sein. Jedenfalls war Matilda nicht am Totenbett ihres Vaters († 1. Dezember 1135) anwesend, sondern weilte im Anjou.

## Kampf um den englischen Thron

### Stephans Usurpation des Throns
Die Abwesenheit Matildas von England und die Vorbehalte der normannischen Barone gegen Gottfried von Anjou machte sich nun Graf Stephan von Blois zunutze, dessen Mutter Adela die Schwester des verstorbenen Königs und Tochter Wilhelm des Eroberers war. Stephan hatte nach Einschätzung der Matilda-Biographin Marjorie Chibnall ein geringeres Thronfolgerecht als die Kaiserin. Er eilte nach England und bemächtigte sich mit Hilfe seines Bruders Heinrich von Blois, des Bischofs von Winchester, und der Londoner Kaufmannschaft des Throns. Die Barone fühlten sich an ihre Eide nicht mehr gebunden und erkannten die Usurpation Stephans an, der Anfang 1136 auch die Zustimmung von Papst Innozenz II. († 1143) zu seiner Wahl erhielt.
Da Matilda nicht gewillt war, ihr Thronfolgerecht kampflos aufzugeben, kam es zu einem langjährigen, bis 1153 andauernden Bürgerkrieg, der im englischen Sprachraum als Anarchy bezeichnet wird.
Matilda und ihr Gatte konzentrierten sich zunächst auf die Eroberung der Normandie, nahmen einige zu ihrer Mitgift gehörige Burgen in Besitz, konnten aber erst 1138 größere Territorialgewinne erzielen, als Matildas Halbbruder Robert von Gloucester auf ihre Seite gewechselt war (siehe Englischer Bürgerkrieg von 1135 bis 1154#1136–1144: Der Krieg in der Normandie).
Im April 1139 bemühte sich Matilda, den Papst von der Legitimität ihres Thronfolgerechts zu überzeugen. Auf dem zweiten Laterankonzil verwies Bischof Ulger von Angers auf Matildas Designierung als Thronerbin durch ihren Vater und auf die von den Baronen geleisteten Eide. Die Gegenseite ging in ihrer Argumentation zur Unterstützung Stephans weit in die Vergangenheit zurück. Der Archidiakon Arnulf von Sées – der später Bischof von Lisieux werden sollte – behauptete, dass die Mutter Matildas ursprünglich ein geistliches Amt im Kloster ausgeübt habe und daher ihre spätere Ehe mit Heinrich I. ungültig gewesen sei. Ihre Kinder seien deshalb illegitim. Außerdem soll die Eidesleistung für Matilda unter Zwang erfolgt sein und Heinrich I. dies kurz vor seinem Tod bereut haben. Bischof Ulger konterte u. a. damit, dass der Erzbischof von Canterbury seinerzeit die Vermählung von Matildas Mutter anstandslos vollzogen hatte. Sie war zwar in ihrer Jugend im Kloster gewesen, hatte aber bestritten, eine Nonne geworden zu sein. Innozenz II. konnte oder wollte sich jedoch im englischen Thronstreit zu keiner Entscheidung durchringen, so dass Stephan legitimer König blieb.

### Matildas Landung in England
Nach dem Scheitern ihrer Intervention beim Papst ging Matilda nun daran, König Stephan direkt in England politisch und militärisch zu bekämpfen. Während sich Gottfried von Anjou weiterhin mit der Unterwerfung der Normandie beschäftigte, landete Matilda gemeinsam mit ihrem Halbbruder Robert von Gloucester im September 1139 in England. Robert bezog seinen Stützpunkt in Bristol. Die Kaiserin begab sich in das in West Sussex nahe der Südküste gelegene Arundel Castle zu ihrer Stiefmutter Adelheid von Löwen, die 1121 König Heinrich I. geheiratet hatte und jetzt in zweiter Ehe mit dem normannischen Baron William d’Aubigny, 1. Earl of Arundel verheiratet war. Dieser war ein loyaler Parteigänger König Stephans. Adelheid hingegen unterstützte ihre Stieftochter Matilda und konnte den mit einem Heer herangezogenen Stephan zu dem ritterlichen, von Wilhelm von Malmesbury gelobten Schritt bewegen, seiner Thronrivalin sicheres Geleit zu ihrem Halbbruder zu gewähren. Von Bristol zog Matilda weiter nach Gloucester, wo sie die nächsten eineinhalb Jahre residierte. Zu ihren besonders engen Vertrauten und Heerführern zählten nun neben Robert von Gloucester auch zwei Männer, die ihren Aufstieg König Heinrich I. zu verdanken hatten: Miles of Gloucester und Brian FitzCount, Herr von Wallingford.
Während der Regierungszeit ihres Vaters war Matilda von den Baronen nur der Treueid (fidelitas), aber nicht wie üblich auch die Huldigung (homagium) geleistet worden. Nun holte die Kaiserin aber in ihrem Machtbereich diesen Akt nach und verlangte von den Vasallen, ihr auch die Huldigung auszusprechen. Allerdings war es ihr noch nicht möglich, tatsächliche Regierungsgewalt auszuüben.
Noch vor Mathildas Ankunft in England war König Stephan in Konflikt mit der englischen Kirche geraten, da er zur Stärkung seiner Machtbasis im Juni 1139 die Burgen einiger Bischöfe beschlagnahmt hatte. Durch diese Maßnahme trübte sich auch das Verhältnis des Königs zu seinem Bruder, Bischof Heinrich von Winchester, der 1139 zum päpstlichen Legaten in England ernannt worden war und nun im Thronstreit einen Kompromiss zu erreichen suchte. Die Ursache, dass der Bischof Vermittlungsbemühungen aufnahm, dürfte auch darin zu suchen sein, dass keine der beiden Kriegsparteien auf einen raschen militärischen Sieg hoffen konnte und daher noch eine lange Fortdauer der Anarchie zu befürchten war. Zwei kurz nach Pfingsten bzw. im November 1140 veranstaltete Treffen hochrangiger Anhänger von Matilda auf der einen und von Stephan auf der anderen Seite blieben ergebnislos. Die Kaiserin war bereit, auf die Vermittlungsvorschläge des Legaten einzugehen, während Stephan zögerte und so eine Einigung verhinderte. Bei diesen Begegnungen dürfte es ohnehin nur um eine vorläufige Streitbeilegung wie einen Waffenstillstand gegangen sein, da eine dauerhafte Lösung wohl der päpstlichen Beteiligung bedurft hätte.

### Ernennung zur Herrin von England
Als Anfang 1141 Ranulf de Gernon, Graf von Chester, und sein Stiefbruder William de Roumare, Graf von Lincoln, kurzzeitig die Burg von Lincoln eroberten, wurden sie unter Wortbruch von König Stephan wieder vertrieben. Nun schloss sich Ranulf seinem Schwiegervater Robert von Gloucester an. Gemeinsam siegten sie am 2. Februar 1141 in der Schlacht von Lincoln und nahmen den König gefangen. Stephan wurde seiner Konkurrentin in Gloucester vorgeführt und anschließend in Bristol interniert. Matildas Befehl, den gefangenen König in Ketten zu legen, erfuhr von zeitgenössischen Beobachtern scharfen Tadel.
Nun übernahm Matilda zunehmend von ihrem Halbbruder Robert die Führungsrolle der angevinischen Partei. Sie scheint sich nun mehr der Unterstützung von Miles of Gloucester bedient zu haben. Ihr dabei zu Tage getretenes Verhalten wird von den Quellen sehr negativ charakterisiert. Am 2. März 1141 traf sie in Wherwell in Hampshire den Bischof von Winchester. Dieser und andere bedeutende weltliche und geistliche Magnaten anerkannten die Kaiserin als Herrin Englands (domina Angliae), während Matilda im Gegenzug versprach, sich nicht in wichtige Kirchenangelegenheiten wie Bischofsernennungen einzumischen. Laut dem Chronisten Wilhelm von Malmesbury fand dieses bedeutende Treffen an einem regnerischen Tag statt, angeblich ein böses Omen, das auf den bevorstehenden Machtverlust der Kaiserin hindeutete. Am 3. März empfing der Legat Matilda in der Kathedrale von Winchester in feierlicher Prozession. Eine am 7. April in Winchester tagende Synode der englischen Kirche, die vom Legaten geleitet wurde, ernannte sie sodann zur Herrin von England und der Normandie (Angliae Normanniaeque domina).
Nach dem Urteil der Matilda feindlich gesinnten Gesta Stephani habe die Kaiserin in Winchester widerrechtlich die höchsten Titel und die Regierungsgewalt übernommen und seitdem nicht mehr auf die Meinung ihrer Berater gehört. Ein ähnliches Urteil fällt der gewöhnlich eher zurückhaltend schreibende Archidiakon Heinrich von Huntingdon in seiner Historia Anglorum. Die Gesta Stephani berichtet weiterhin, dass Matilda nun extrem arrogant und voll kalten Stolzes aufgetreten sei; als die höchsten Adligen wie ihr Halbbruder Robert oder der schottische König sich vor ihr hin knieten, habe sie sich nicht erhoben und deren Bitten ignoriert.
Der Machtzuwachs der Kaiserin bewirkte, dass viele bisher auf Stephans Seite stehende Barone grundsätzlich zu einem Seitenwechsel bereit waren, doch zahlreiche blieben dabei unschlüssig und unterstützten Matilda nur solange sie sich davon Vorteile erhoffen konnten. So anerkannte etwa Geoffrey de Mandeville, 1. Earl of Essex zwar die Kaiserin nun als Herrscherin, die seine bisherigen Titel bestätigte und weitere Würden und Güter hinzufügte, doch verließ er sie noch im gleichen Jahr wieder, als sie am dringendsten Hilfe gebraucht hätte. Zu den Schwankenden zählte auch Ranulf de Gernon und William de Roumare verweigerte ihr weiterhin tatkräftige Unterstützung. Bischof Heinrich von Winchester wollte sich seinen politischen Schwenk durch Papst Innozenz II. bestätigen lassen, der ihn aber zur Treue gegenüber seinem gefangenen königlichen Bruder aufforderte. Der direkte Machtbereich Matildas beschränkte sich auf Südwestengland, und in Schottland hielt ihr Onkel, König David I., weiterhin zu ihr.
Matilda unterstützte den Wunsch des schottischen Königs, seinen Vertrauten Wilhelm Cumin zum Bischof von Durham zu ernennen. Sie wollte dessen Investitur trotz des Widerstands der Ortsgeistlichen – die eine Kür Cumins strikt ablehnten – vornehmen; dies war ein Schritt, der im Gegensatz zu ihrem dem Bischof von Winchester gegebenen Versprechen stand und diesen verärgerte.

### Einzug in London und Niederlage in Winchester
Im Juni 1141 begab sich Matilda nach London. Als sie sich schon in der Nähe der Metropole befand, schloss sie ein Abkommen mit einer Delegation der Londoner, das ihr Zugang nach Westminster gewährte. Dort zog sie etwa am 20. Juni ein und wollte sich zumindest zur Domina von England krönen, vielleicht auch zur Regentin für ihren minderjährigen Sohn erheben lassen. Dagegen erscheint es nicht so sicher, ob sie auch – wie viele Forscher vermuten – ihre Krönung zur Königin anstrebte, denn damit hätte sie sich direkt gegen die Entscheidung des Papstes für Stephan von Blois gestellt. Auch der für diesen Akt zuständige Erzbischof Theobald von Canterbury hätte wohl seine Mitwirkung verweigert. Er wollte seinen Treueid gegenüber Stephan nicht brechen, obwohl er Matilda persönlich kannte und achtete. Von nur geringem Wert wäre ihre Krönung durch Robert de Sigillo, den ehemaligen Lordkanzler Heinrichs I., gewesen, dessen Wahl zum Bischof von London Matilda durchgesetzt hatte.
Die Kaiserin machte sich bald bei der hauptstädtischen Bevölkerung unbeliebt, weil sie sofort hohe Steuern forderte. Außerdem befremdete die dem gefangenen König gegenüber freundlich gesinnten Londoner, dass Matilda Stephan auch im Fall seiner Abdankung weiterhin gefangen halten wollte. Als Mathilda von Boulogne, die Gattin Stephans, und Wilhelm von Ypern, Kommandant flämischer Söldner, mit einem großen Heer vor der Metropole erschienen, attackierten zahlreiche Londoner den Palast, in dem die Kaiserin residierte, so dass sie schon am 24. Juni 1141 fliehen und sich mit ihren Vertrauten eiligst nach Oxford zurückziehen musste.
Bischof Heinrich von Winchester stellte sich jetzt wieder auf die Seite seines Bruders. Matilda baute weiter auf Miles of Gloucester und verlieh ihm die Würde eines Earl of Hereford. In Oxford traf sie sich mit den ihr treu gebliebenen Magnaten. Sie beschloss, den Legaten zur Unterwerfung zu zwingen und zog Ende Juli 1141 mit Robert von Gloucester und anderen Heerführern nach Winchester, wo sie den Bischofspalast belagerten. Doch Mathilda von Boulogne, die mutig die Rechte ihres eingekerkerten Gatten verteidigte und über beträchtliche Machtmittel und Unterstützer gebot, schloss mit einer rasch organisierten Armee die Belagerer ein und zwang sie am 14. September zur Flucht. Die Kaiserin entkam nach Devizes, aber ihr Halbbruder wurde gefangen genommen (siehe Schlacht von Winchester (1141)). Nach Verhandlungen kam Robert von Gloucester am 3. November im Austausch gegen König Stephan wieder frei.

### Weiterer Machtkampf gegen Stephan in England
In einem in Westminster einberufenen Konzil rechtfertigte Bischof Heinrich von Winchester u. a. unter Hinweis auf Matildas Angriff auf ihn seine erneute Unterstützung für seinen Bruder Stephan, der im Dezember 1141 ein weiteres Mal zum König gekrönt wurde. Matilda aber forderte ihren Gatten vergeblich auf, ihr in England militärisch beizustehen. Für Gottfried war nämlich die Etablierung seiner Herrschaft in der Normandie vorrangig. Als Robert von Gloucester im Juni 1142 auf den Kontinent übersetzte, um Gottfried bei dessen Unternehmungen zu unterstützen, nutzte Stephan Roberts Abwesenheit und griff die in Oxford weilende Matilda an. Die Lage wurde für Kaiserin immer prekärer. Sie zog schließlich in einer Dezembernacht 1142 zusammen mit drei oder vier vertrauten Rittern zur Tarnung weiße Kleider an und ließ sich mit ihnen laut der Angelsächsischen Chronik an Seilen die Burgmauer hinab. Die Gruppe überquerte sodann die zugefrorene Themse und wanderte zu Fuß durch die verschneite Landschaft nach Abingdon, von wo sie weiter nach Wallingford ritt. Dort genoss Matilda den Schutz ihres Vertrauten Brian FitzCount. Bald darauf begab sie sich in eine stark befestigte Burg von Devizes und residierte hier während ihres restlichen Englandaufenthaltes bis zu ihrer Abreise in die Normandie Anfang 1148.
In den nächsten Jahren kam es in England zu einem unentschieden verlaufenden Kleinkrieg zwischen den verfeindeten Kronprätendenten, so dass eine Pattsituation entstand. Bis zum Kriegsende herrschten von der Peterborough Chronicle beklagte chaotische und gesetzlose Zustände, so dass die englische Bezeichnung des Bürgerkrieges (The Anarchy) gerechtfertigt ist. Etliche Barone wechselten dabei jeweils so die Seiten, wie es ihren eigenen Interessen am besten nützte. Mangels einer wirksamen königlichen Kontrolle konnten die Adligen und hohen Kleriker auch trotz königlichen Befestigungsmonopols starke Burgen auf ihren Ländereien erbauen, von denen aus sie Privatfehden führten. Die Zivilbevölkerung hatte stark unter ihren Übergriffen zu leiden, und nicht selten wurden Dörfer und Kirchen geplündert. So suchte Geoffrey de Mandeville – nachdem König Stephan ihm aus Misstrauen 1143 seine Burgen weggenommen hatte – seine verlorenen Güter gewaltsam wiederzuerlangen und verschonte bei seinen Raubzügen auch Klöster nicht, bis er exkommuniziert wurde und im September 1144 an einem Pfeilschuss starb.
Da Gottfried von Anjou mit rücksichtsloser Härte die Normandie schließlich völlig unterwarf und so 1144 Herzog dieser Region werden konnte, stellten sich jene englischen Adligen, die in Nordfrankreich große Besitzungen hatten – etwa William de Roumare –, letztlich auf Matildas Seite. In England blieb der Kaiserin als Machtbereich im Wesentlichen der Südwesten der Insel mit Gloucester als Zentrum und Wareham in Dorset als Überfahrtshafen nach Frankreich. Um ihre Position zu festigen, vergab sie Land des Krongutes an ihre Vasallen und an Kirchenfürsten. Aber nicht alle diese Grundstücksübereignungen geschahen nur aus politischer Berechnung. So schenkte Matilda ihrer Wäscherin aus reiner Dankbarkeit ein großes Erbgut in Somerset.
An der Verhandlungsfront mit der Kurie hatte Matilda Erfolge zu verzeichnen, da sich die auf Innozenz II. († 1143) folgenden Päpste nicht auf Stephan als König festlegten und dessen Sohn Eustach nicht als Thronfolger anerkannten. Die Kaiserin kämpfte nun vor allem für die Durchsetzung des Thronanspruches ihres ältesten Sohnes Heinrich (II.), der 1143 und dann wieder 1147 nach England kam und teilweise bei seiner Mutter und teilweise bei seinem Onkel Robert von Gloucester wohnte.
1139 hatte König Stephan die Burg von Devizes – in der Matilda seit 1143 residierte – ihrem früheren Besitzer, Bischof Roger von Salisbury († 1139), weggenommen. Als Papst Eugen III. die Rückgabe dieser Burg an Rogers Nachfolger Josceline de Bohon verlangte, wollte sich die Kaiserin nicht mit der Kurie anlegen und gab nach. Sie verließ im März 1148 England dauerhaft. Zu ihrem Entschluss trug auch bei, dass sie mit dem Tod Robert von Gloucesters (31. Oktober 1147) eine wichtige Stütze verloren hatte.

## Letzte Lebensjahre in der Normandie
Matilda hielt sich nun wieder in der Normandie auf, zunächst im Juni 1148 in Falaise. Nicht lange danach zog sie nach Rouen und lebte dort oder in der Nähe dieser Stadt die überwiegende Zeit bis zu ihrem Tod (1167). Sie wohnte wohl in der von ihrem Vater erbauten Residenz, die am Südufer der Seine im Park zu Quevilly lag, oder aber im Bereich des nahegelegenen, zur Benediktiner-Abtei von Bec gehörigen Priorats Notre-Dame-du-Pré, da einige ihrer späten Urkunden von dort stammen, während andere in Rouen ausgestellt sind. Die Verbindung dieser Stadt mit dem Priorat stellte sie durch die Finanzierung des Baus einer Steinbrücke über die Seine sicher. In ihren Urkunden nannte sie sich nun nicht mehr Herrin von England, wohl aber weiterhin Kaiserin.

### Aufstieg Heinrichs II. zum englischen König
Mit dem plötzlichen Tod Gottfried Plantagenets am 7. September 1151 wurde dessen und Mathildes Sohn Heinrich Nachfolger als Herzog der Normandie und Graf von Anjou. Im Mai 1152 heiratete er die elf Jahre ältere Eleonore von Aquitanien, die erst zwei Monate zuvor von dem französischen König Ludwig VII., geschieden worden war. Damit erhielt Heinrich zu seinen ausgedehnten Besitzungen im Nordwesten Frankreichs durch Eleonore den okzitanischen Südwesten hinzu. Ludwig VII. fühlte sich daher bedroht; er war über die Ehe seiner ehemaligen Gattin auch deshalb verärgert, weil er als Lehnsherr beider Eheleute nicht gefragt worden war, ob er zustimme. Wie Matilda zur Heirat des Sohnes stand und welches Verhältnis sie zur Schwiegertochter hatte, ist nicht überliefert.
In der Normandie vertrat Matilda zeitweise ihren Sohn in dessen Abwesenheit und suchte ihm die Loyalität der normannischen Barone zu erhalten. 1153 landete Heinrich in England. Nach anfänglichem Widerstand fand sich Stephan von Blois zur Beilegung des langjährigen Bürgerkriegs im Vertrag von Wallingford bereit. Stephan, dessen Sohn Eustach im August 1153 unerwartet gestorben war, erkannte Heinrich als seinen Thronerben an, durfte aber bis an sein Lebensende weiterregieren. Als Stephan am 25. Oktober 1154 der Tod ereilte, bestieg Heinrich unangefochten den englischen Thron.
Matilda fungierte als politische Beraterin Heinrichs, der ihrem Rat oft folgte und sie sehr respektierte. Das Verhältnis von Heinrich zu seinem jüngeren Bruder Gottfried war indes sehr gespannt. Trotzdem konnte die Kaiserin Heinrich nach dessen Rückkehr von seinem Englandaufenthalt 1153 dazu überreden, sich für die Freilassung des damals vom Herrn von Amboise gefangengenommenen Gottfried einzusetzen. Aber dauerhaft konnte sie keinen Frieden zwischen den Brüdern stiften; Gottfried rebellierte zwei Mal und starb plötzlich 1158. Besser gestaltete sich das Verhältnis von Heinrich zu seinem jüngsten Bruder Wilhelm, welcher der Lieblingssohn Matildas war. 1155 wollte der englische König Irland erobern und Wilhelm übertragen, gab aber seine Absichten nach Einwänden seiner Mutter auf und schenkte seinem Bruder stattdessen ausgedehnte Besitzungen in England. Nachdem Erzbischof Thomas Becket – dessen Verhältnis zum König, seinem früheren Freund, sich damals zu verschlechtern begann (s. u.) – 1163 die Heirat von Isabel de Warenne, Gräfin von Surrey, mit Wilhelm verboten hatte, kehrte Letzterer unglücklich zu seiner Mutter Matilda nach Rouen zurück und starb bereits im Juli 1164.

### Vermittlung im Streit zwischen Heinrich II. und Thomas Becket
1155 machte Heinrich II. seinen engen Freund Thomas Becket zum Kanzler und ernannte ihn außerdem 1162 gegen den Willen seiner Mutter Matilda zum Nachfolger des verstorbenen Erzbischofs Theobald von Canterbury. Doch Becket trat ab nun als unerbittlicher Verfechter der Unabhängigkeit und Machtausdehnung der Kirche auf. Aufgrund dieses Amtsverständnisses geriet er mit seinem einstigen königlichen Förderer in einen schweren Konflikt. Heinrich II. wollte vor allem erreichen, dass straffällig gewordene Kleriker weiterhin der königlichen Strafjustiz unterlagen. 1164 floh der Erzbischof nach Frankreich, von wo aus er den Streit mit dem englischen König fortsetzte und sich ebenso wie dieser an Matilda um Unterstützung wandte.
Nachdem Heinrich II. seine Mutter im Herbst 1164 durch einen Boten über seinen Standpunkt im Konflikt mit seinem ehemaligen Kanzler informiert hatte, legte auf der Gegenseite der Prior Nikolaus von Mont-Saint-Jacques am Ende des gleichen Jahres Matilda bei einem Besuch einige Briefe Beckets vor, die sie zuerst widerwillig las. Nach der Lektüre erklärte sie sich aber zu Vermittlungsbemühungen zwischen ihrem Sohn und der Kirche bereit. Freilich trat sie bei einer weiteren Unterredung gegen jede Schmälerung alter Kronrechte ein, aber ebenso für die Unabhängigkeit des Klerus, der sie einen höheren Stellenwert als ihr Sohn einräumte. Sie unterstützte Heinrichs Kritik, dass manche Geistliche sich zu viele Pfründen angeeignet hatten, während zahlreiche Kleriker nur über geringen Besitz verfügten und daher einige von ihnen aus Armut zu räuberischen Mitteln griffen. Dass solche Ungerechtigkeiten in der Kirche herrschten, musste auch der Prior zugeben. Später schrieb Matilda an Becket, dass er zu starrsinnig sei. Letztlich konnte sie die Streitparteien nicht versöhnen. Ende 1170, drei Jahre nach ihrem Tod, wurde der Erzbischof von vier Rittern ermordet, die wohl im Sinne des englischen Königs zu handeln glaubten. Dieser wurde aber aufgrund des Verbrechens schließlich zu einem gewissen Nachgeben gegenüber den Ansprüchen der Kirche gezwungen.

### Beziehungen zu den Kaisern
Matilda dürfte auch die Beziehungen zu der Heimat ihres ersten Gatten nicht ganz abreißen haben lassen. Vermutlich bestanden während der Regierungszeiten der Staufer Konrad III. (1138–1152) und Friedrich I. Barbarossa (1152–1190) mancherlei Kontakte zwischen diesen Kaisern und Matilda. Friedrich Barbarossa forderte vom englischen Hof, dass jene Reliquie zurückgegeben werden sollte, die Matilda nach dem Tod ihres ersten Gemahls 1125 mitgenommen hatte: die Hand des Apostels Jakobus. Freundlich, aber bestimmt wies Heinrich II. das Ansuchen des Kaisers zurück. Auch Matilda war wohl an dieser ablehnenden Haltung beteiligt. Die Reliquie wurde vor allem deshalb nicht retourniert, weil sie mittlerweile ein wichtiger Bestandteil der Ausstattung des Klosters Reading war, wo sich das Grabmal König Heinrichs I. befand. Als Entschädigung schickte Heinrich II. dem Kaiser ein riesiges Zelt, das dieser auf seinen Italienzügen mit sich führte.
Anfang 1165 reiste der kaiserliche Kanzler und Erzbischof von Köln, Rainald von Dassel, nach Rouen, um über ein Bündnis zwischen England und dem Heiligen Römischen Reich zu verhandeln, das u. a. durch eine Verheiratung Heinrichs des Löwen mit Mathilde Plantagenet, einer Tochter des englischen Königs, gefestigt werden sollte. Kaiserin Matilda verweigerte aber ein Treffen mit Rainald von Dassel, da sie in dem seit 1159 bestehenden Papstschisma Alexander III. unterstützte und den vom Kaiser und insbesondere dessen Kanzler protegierten Gegenpapst Paschalis III. ablehnte. Doch Heinrich II. empfing Rainald und das genannte Heiratsprojekt wurde verwirklicht.

### Literarische Patronin
In der Tradition ihrer Mutter war Matilda eine Patronin von Schriftstellern und Dichtern. Als sie noch die Gattin Kaiser Heinrichs V. war, widmete der französische Benediktinermönch und Chronist Hugo von Fleury ihr seine bis 1108 reichende und ihre adelige Abstammung betonende „Geschichte der Taten der neueren französischen Könige“. Der Chronist Wilhelm von Malmesbury bemühte sich kurz nach Matildas Rückkehr aus Deutschland (1126), sie in Nachfolge ihrer 1118 verstorbenen Mutter zur Patronin für seine Geschichtsbücher zu gewinnen. Am Höhepunkt ihrer politischen Laufbahn in England, als sie nahe vor ihrer Krönung zu stehen schien, widmete der anglonormannische Dichter und Mönch Philippe de Thaon ihr sein Livre de sybille. Ihr Interesse für Literatur würdigte der Dichter und Erzbischof von Tours, Hildebert von Lavardin, in einem sehr persönlich gefärbten Gedicht. Der mit der Kaiserin befreundete Benediktinermönch Stephan von Rouen beschrieb in seinem historischen, die Zeit vom 11. Jahrhundert bis 1169 umfassenden Gedicht Draco Normannicus nach ihrem Geschmack ihre geschichtliche Rolle, wobei imperiale Rückbezüge – etwa die Verwendung von Schlagwörtern wie Matildas „kaiserliche Pracht“ – nicht fehlten. Diese Betonung ihrer ehemaligen Rolle als Kaiserin lag Matilda offenbar auch in ihren späten Lebensjahren noch immer sehr am Herzen.

### Religiöse Stiftungen
Schon als Kaiserin förderte Matilda kirchliche Einrichtungen durch Stiftungen; so schenkte sie Rittern, die künftig als Mönche leben wollten, Land in Oostbroek bei Utrecht zur Gründung eines Benediktinerklosters. Während ihres Kampfes gegen Stephan in England vergab sie vor allem zur Festigung ihrer politischen Stellung Krongut an Äbte u. a. hohe Kleriker, insbesondere in zwischen den Thronrivalen umstrittenen Grenzregionen. Seit der Thronbesteigung ihres Sohnes Heinrich (1154) nahmen ihre religiösen Stiftungen noch deutlich zu. Diese finanzierte sie mit Einnahmen aus ihrem großen Wittum in der Normandie. Matilda ließ sich damals von den Mönchen von Bec, mit denen sie in Notre-Dame-du-Pré zusammenlebte, spirituell beraten. Neben den traditionellen Orden der Benediktiner von Bec und der Cluniazenser förderte sie auch neuere wie die Zisterzienser und die Prämonstratenser, mit dessen Gründer Norbert von Xanten sie in ihrer Zeit in Deutschland Bekanntschaft geschlossen hatte. In Le Valasse (im Département Seine-Maritime) unterstützte die Kaiserin die Errichtung einer Zisterzienser-Abtei, in die Mönche aus dem königlichen Kloster Mortemer einzogen. Allerdings hatte sie dabei anfangs (1152–1153) mit Schwierigkeiten wegen politischer Unruhen während der Abwesenheit Heinrichs II. in England zu kämpfen, denn sie konnte den Schutz der Mönche nicht gewährleisten. Etwa 1136 begann sie mit der Gründung einer Prämonstratenser-Abtei in Silly-en-Gouffern (im Département Orne), aber Kriege und andere Widrigkeiten erlaubten erst ab etwa Mitte der 1150er Jahre eine ungestörte Aufnahme des Klosterbetriebs. Weil sie 1161 von einer schweren Erkrankung genesen war, ließ sie ihre Seidenmatratze zugunsten von Leprakranken verkaufen. Matilda nahm offenbar auch an der Verehrung der Jungfrau Maria eifrig Anteil.

## Tod und Grabmal
Matilda starb am 10. September 1167 in Rouen. In einer feierlichen, vom Erzbischof Rotrou von Rouen geleiteten Zeremonie fand ihre Beisetzung vor dem Hochaltar der Abteikirche von Bec-Hellouin statt. Der Mönch Stephan von Rouen gibt einen genauen Bericht von dem Begräbnis, an dem er selbst teilnahm, in seinem Gedicht Draco Normannicus. Einige Zeilen von Matildas Grabinschrift lauteten:

„Hier liegt die Tochter, Ehefrau und Mutter Heinrichs;

groß durch Geburt, größer durch Heirat,

doch am größten durch ihre Nachkommen.“

Bischof Arnulf von Lisieux, der 1139 im Auftrag König Stephans vor dem Papst gegen Matilda aufgetreten war, sie aber später verehrte, widmete ihr nun ein ihre Tugenden preisendes Epitaph; sie habe nichts Weibliches an sich gehabt, womit der Kleriker meinte, dass sie keine weiblichen Schwächen besessen habe. Er soll auch eine (nicht erhaltene) Biographie der Kaiserin verfasst haben. Verschiedenen Kirchen und Orden vermachte sie beträchtliche Legate. In den folgenden Jahrhunderten wurde ihr Grab mehrfach verwüstet, so 1263 durch einen Brand und 1421 durch englische Söldner, als der Hundertjährige Krieg zwischen England und Frankreich tobte. 1684 wurde ihr Grab restauriert und ihr Leichnam in einen neuen Sarg umgebettet. Aber erst 1846 – Jahrzehnte nach einer neuerlichen Verheerung der Abteikirche von Bec durch Soldaten Napoleons – fanden die Gebeine Matildas, soweit noch vorhanden, in der Kathedrale von Rouen ihre letzte Ruhestätte.
Der größte bleibende Erfolg Matildas war, dass sie durch ihren hartnäckigen Kampf gegen Stephan von Blois wesentlich zur Sicherung der englischen Krone für ihren ältesten Sohn beigetragen hatte. Dessen Angevinisches Reich umfasste Westfrankreich, die Normandie und England. Insbesondere über die Töchter Heinrichs II. stammten etliche Königs- und Fürstenlinien von Matilda ab.